# Etapa de Salvador da Stock Car Brasil de 2009
A Etapa de Salvador da Stock Car Brasil de 2009 foi a sexta corrida da temporada de 2009 da Stock Car Brasil. Foi a primeira vez que a categoria foi disputada em um circuito de rua. O público foi de 47 mil pessoas. O vencendor da prova foi o piloto Cacá Bueno.

## Corrida
| Pos | Nº | Piloto             | Equipe               | Voltas | Tempo/Aband. | Grid | Pontos |
| --- | -- | ------------------ | -------------------- | ------ | ------------ | ---- | ------ |
| 1   | 0  | Cacá Bueno         | Red Bull-WA Mattheis | 36     | 50min11s337  |      | 25     |
| 2   |    | Marcos Gomes       | RCM Motorsport       | 36     | +0s477       |      | 20     |
| 3   |    | Ricardo Sperafico  | RZ Racing            | 36     | +1s245       |      | 16     |
| 4   |    | Luciano Burti      | Boettger             | 36     | +1s673       |      | 14     |
| 5   |    | Xandinho Negrão    | Andreas Mattheis     | 36     | +2s556       |      | 12     |
| 6   |    | Antonio Jorge Neto | RC3 Bassani          | 36     | +3s343       |      | 10     |
| 7   |    | Valdeno Brito      | RCM Motorsport       | 36     | +3s995       |      | 9      |
| 8   |    | Alceu Feldmann     | Boettger             | 36     | +4s826       |      | 8      |
| 9   |    | Felipe Maluhy      | Avallone             | 36     | +5s542       |      | 7      |
| 10  |    | Norberto Gresse    | Hot Car              | 36     | +5s924       |      | 6      |
| 11  |    | Chico Serra        | Avallone             | 36     | +6s567       |      | 5      |
| 12  |    | Duda Pamplona      | Pamplona's           | 36     | +7s494       |      | 4      |
| 13  |    | Allam Khodair      | Full Time            | 36     | 9s638        |      | 3      |
| 14  |    | Max Wilson         | RC Competições       | 36     | +10s120      |      | 2      |
| 15  |    | Giuliano Losacco   | JF Racing            | 36     | +10s658      |      | 1      |
| 16  |    | Daniel Serra       | Red Bull-WA Mattheis | 36     | +11s511      |      |        |
| 17  |    | Rodrigo Sperafico  | RZ Racing            | 36     | +14s617      |      |        |
| 18  |    | Claudio Capparelli | Amir Nasr Racing     | 36     | +15s447      |      |        |
| 19  |    | Thiago Marques     | JF Racing            | 36     | +17s168      |      |        |
| Ret |    | Antonio Pizzonia   | Amir Nasr Racing     | 33     | capô         |      |        |
| Ret |    | Atila Abreu        | AMG Motorsport       | 32     | acidente     |      |        |
| Ret |    | Lico Kaesemodel    | AMG Motorsport       | 31     | abandono     |      |        |
| Ret |    | Paulo Salustiano   | Vogel Motorsport     | 30     | abandono     |      |        |
| Ret |    | Guto Negrão        | Full Time            | 22     | acidente     |      |        |
| Ret |    | Nonô Figueiredo    | Pamplona's           | 21     | acidente     |      |        |
| Ret |    | Ricardo Mauricio   | RC Competições       | 16     | acidente     |      |        |
| Ret |    | David Muffato      | RC3 Bassani          | 16     | mecânico     |      |        |
| Ret |    | Thiago Camilo      | Vogel Motorsport     | 13     | motor        |      |        |
| Ret |    | Popó Bueno         | Hot Car              | 7      | mecânico     |      |        |
| Ret |    | William Starostik  | Andreas Mattheis     | 5      | acidente     |      |        |